# عفاف محفوظ
عفاف محفوظ (3 يوليو 1938 - 15 مايو 2023)، هي محللة نفسية ومثقفة نسوية وناشطة في حقوق الانسان مصرية. عاشت بين مصر وفرنسا والولايات المتحدة.

## حياتها
وُلدت محفوظ في محافظة المنيا في 3 يوليو 1938، وبشائر الحرب العالمية الثانية تتهادى لعالمنا الخارج من أزمة الثلاثينيات الاقتصادية الطاحنة. انحدرت أسرتها من أصول تركية من جانب الأم، عائلة جاءت من قلب الأناضول منجذبة لإقطاع أراضٍ خصبة حصلت عليها من الخديوي توفيق في صعيد مصر. ومن ناحية الأب، جاء الجد الأكبر من المغرب واستقر في صعيد مصر، وعمل كاتبًا في إدارة حكومية. وتدريجيًا برعت عائلته في السياسة فكان منهم رئيس الوزراء حسين سري، بينما اتجهت عائلة الأم للصناعة والزراعة والتجارة.
كانت عفاف الأولى بين خمسة أطفال، وبإصرار من جدتها وأمها المحبتان للتعليم، التحقت بمدرسة القديس يوسف الفرنسية في المنيا، حيث تلقت تعليمًا استمر عشرة أعوام على يد راهبات مصريات وأجانب. وبعد أن حصلت على البكالوريا (العربية والفرنسية) بدرجات مرتفعة، تراجع والدها عن وعده بالسماح لها بدخول الجامعة، فأضربت عن الطعام يومًا أو يومين حتى رضخ قلبه الطيب، هو الرجل الذي تحاشى دومًا إظهار مشاعره لأبنائه، وسمح لها بدخول كلية الحقوق في جامعة الإسكندرية.
وفي الكلية كانت الشابة واحدة من قليلات وسط مئات الذكور، وكانت أصغرهن جميعًا، حيث بدأت الدراسة وعمرها 15 سنةً وبضعة أشهر في مطلع خريف 1953.

## الدرجات العلمية
- دبلوم، التحليل النفسي، واشنطن، 1985.
- دكتوراه، العلوم القانونية، جامعة باريس، 1967.
- ماجستير، القانون العام والعلوم السياسية، جامعة باريس، 1962.
- ليسانس، حقوق، جامعة الاسكندرية، 1958.[4]

## الوظائف والمناصب
- ممثلة الجمعية الدولية للتحليل النفسي بالأمم المتحدة، 1998-2009.
- رئيسة سابقة، مؤسسة الجمعيات غير الحكومية ذات الصفة الاستشاري بالأمم المتحدة (CONGO).
- أستاذة مساعدة ورئيسة قسم، قسم القانون، جامعة حلوان، القاهرة، 1970-1987.

## الجوائز
- جائزة الدولة الفرنسية، 1983.
- جائزة الدولة التقديرية لأفضل رسالة دكتوراه، جامعة باريس، 1968.

## من مؤلفاتها
كتاب: «من الخوف إلى الحرية: رحلة امرأة مصرية من الصعيد إلى ما وراء المحيط». (ويُعد هذا الكتاب سيرة ذاتية للكاتبة عفاف محفوظ روتها على مدار سنتين إلى الصحفي خالد منصور، والذي قام بتحريرها ونشرتها الكتب خان للنشر- القاهرة في مارس 2023).

## وفاتها
توفيت يوم 15 مايو 2023 في الولايات المتحدة الأمريكية.